# Koce-Basie (gromada)
Koce-Basie (początkowo Koce Basie, bez łącznika) – dawna gromada, czyli najmniejsza jednostka podziału terytorialnego Polskiej Rzeczypospolitej Ludowej w latach 1954–1972.
Gromady, z gromadzkimi radami narodowymi (GRN) jako organami władzy najniższego stopnia na wsi, funkcjonowały od reformy reorganizującej administrację wiejską przeprowadzonej jesienią 1954 do momentu ich zniesienia z dniem 1 stycznia 1973, tym samym wypierając organizację gminną w latach 1954–1972.
Gromadę Koce Basie z siedzibą GRN w Kocach Basiach utworzono – jako jedną z 8759 gromad – w powiecie siemiatyckim w woj. białostockim, na mocy uchwały nr 21/V WRN w Białymstoku z dnia 4 października 1954. W skład jednostki weszły obszary dotychczasowych gromad Koce Schaby, Koce Basie i Kobusy ze zniesionej gminy Winna Chroły w tymże powiecie, obszar dotychczasowej gromady Łempice ze zniesionej gminy Pobikry w tymże powiecie oraz obszar dotychczasowej gromady Koce Borowe ze zniesionej gminy Rudka w powiecie bielskim. Dla gromady ustalono 16 członków gromadzkiej rady narodowej.
31 grudnia 1959 gromadę Koce-Basie zniesiono, włączając jej obszar do gromady Winna-Chroły.